# Jardin des Serres d’Auteuil

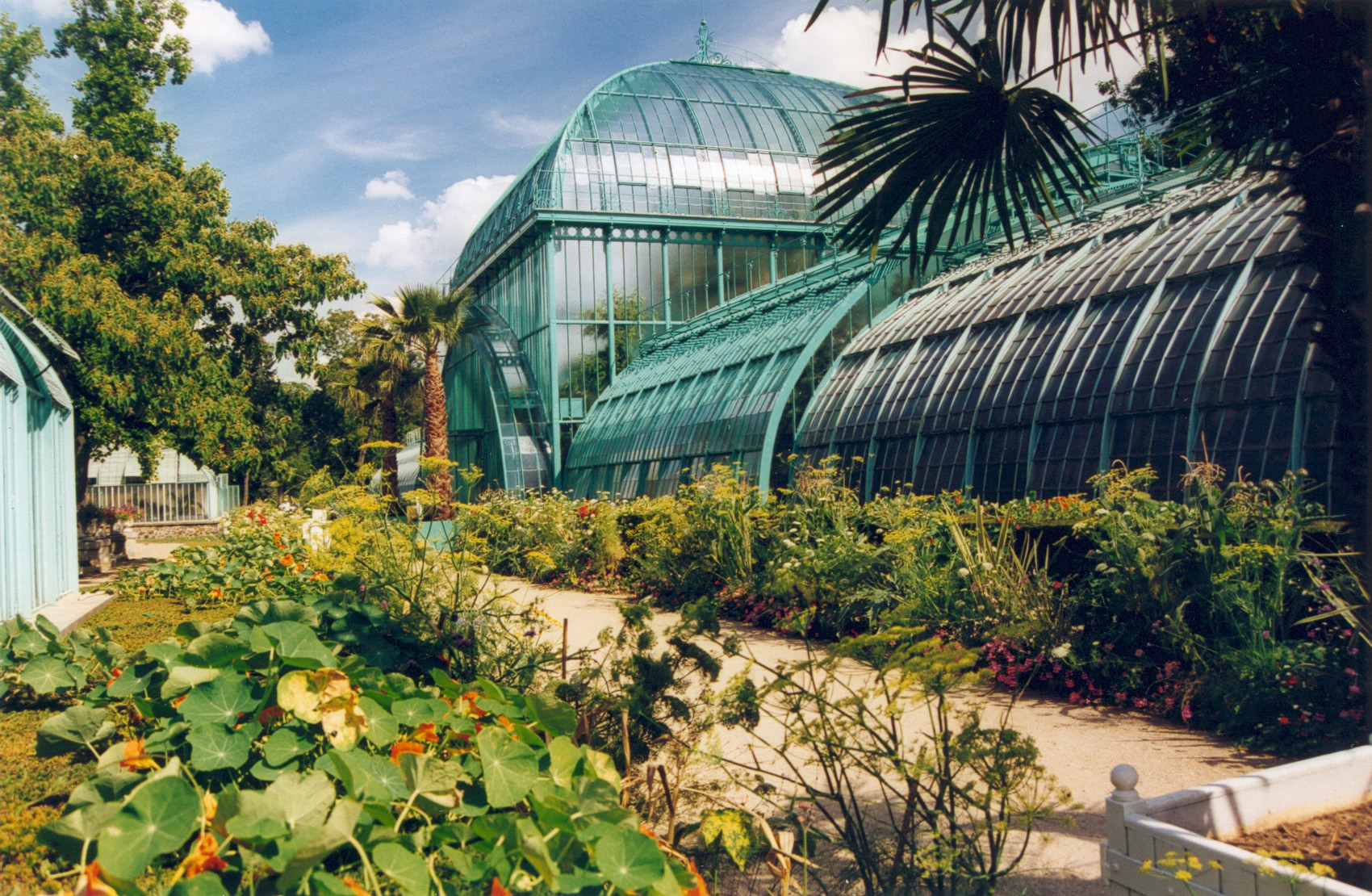
Szklarnie ogrodu des Serres d'Auteuil

Jardin des Serres d'Auteuil (wym. ʒaʁdɛ̃ de sɛʁ dotøj) – ogród botaniczny z dużym kompleksem szklarni położony na obrzeżach Lasku Bulońskiego w 16 dzielnicy Paryża.
Ogród został założony w 1761 roku za panowania króla Ludwika XV. Kompleks szklarni został zbudowany w latach 1895–1898, a jego realizatorem był botanik Jean-Camille Formige. W ciągu następnych lat ogród botaniczny był poszerzany o kolejne szklarnie oraz tereny przyległe. W 1998 roku Jardin des Serres d'Auteuil został wpisany na listę ogrodów botanicznych Paryża.
Obecnie na terenach szklarni uprawia się ponad sto tysięcy roślin rocznie. Oprócz tego na terenie ogrodu odbywają się liczne wystawy botaniczne, prezentowane są m.in. palmy i sukulenty. Ogród może się także pochwalić dużą kolekcją egzotycznych roślin z rodzin obrazkowatych, begeniowatych, bromeliowatych oraz imbirowatych.

Plan Jardin des serres d'Auteuil